# 布特林特國家公園
39°44′51″N 20°1′13″E / 39.74750°N 20.02028°E

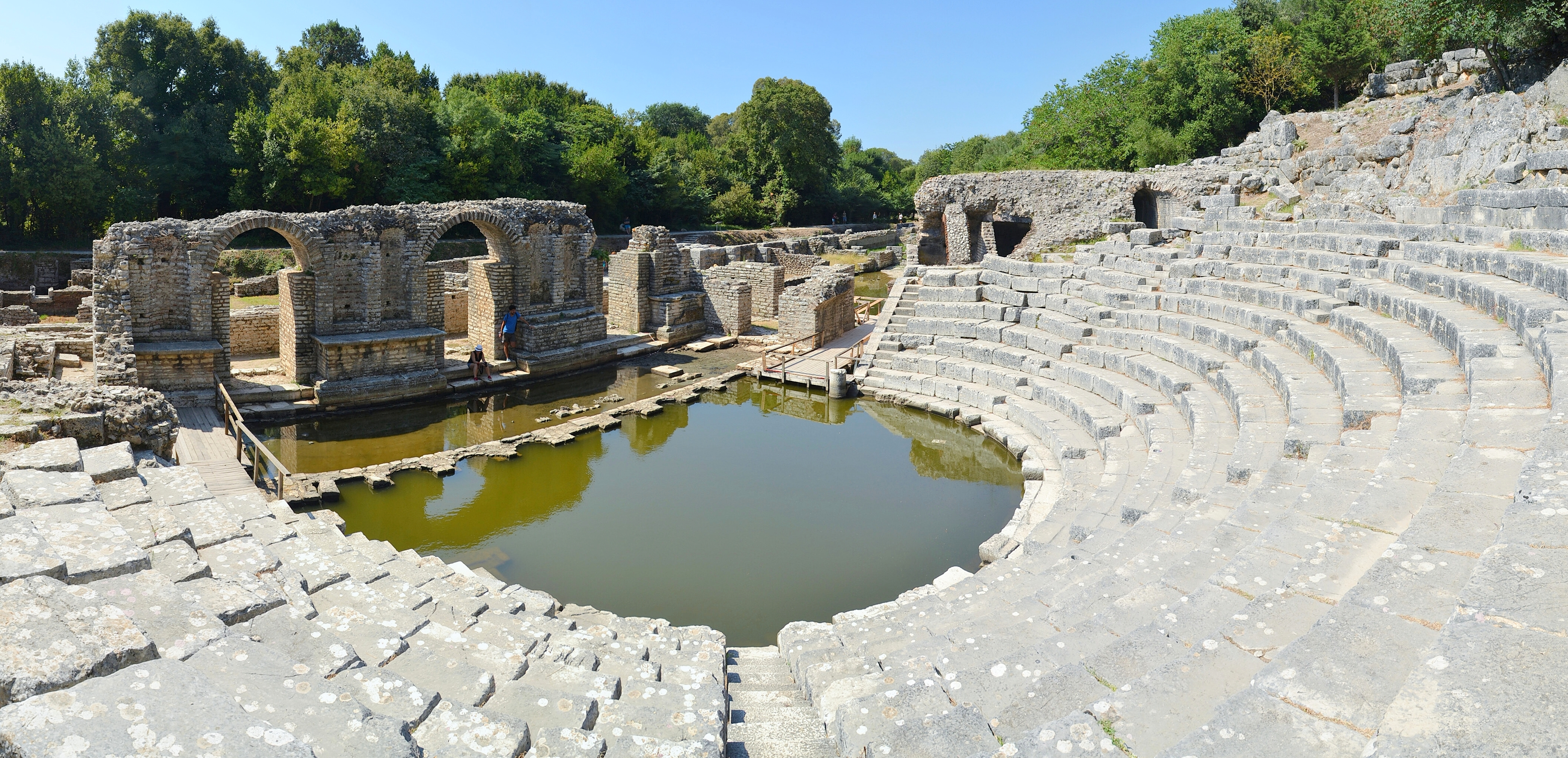

布特林特國家公園是阿爾巴尼亞的國家公園，位於該國南部，處於薩蘭達以南18公里，成立於2000年3月2日，面積94.2平方公里，該地區有淡水湖、濕地、鹽鹼灘、草原、蘆原、島嶼等地貌。